# Izuta Rina
Izuta Rina (伊豆田 莉奈 Izuta Rina, sinh ngày 26 tháng 11 năm 1995) hay còn gọi là Izurina (いずりな, อิซึรินะ), là một nữ ca sĩ kiêm diễn viên người Nhật Bản. Cô ra mắt với vai trò thành viên Team C kiêm tổng quản thuộc thế hệ đầu nhóm nhạc nữ CGM48. Cô là cựu thành viên của nhóm AKB48 và BNK48.

## Sự nghiệp

### Cùng với AKB48, BNK48 và CGM48
Izuta sinh ra ở Saitama và là thành viên thế hệ thứ 10 của AKB48 vào tháng 3 năm 2010. Vào 12 tháng 6 năm 2010, cô được làm Kenkyusei (thực tập sinh) của nhóm. Vào tháng 6 năm 2012, cô được thăng cấp trở thành thành viên của Team Unknown và sau đó chuyển sang Team A vào tháng 8 năm 2012.
Sau thời gian hoạt động tại Team A, cô chuyển đến Team B năm 2014. Vào năm 2015, cô chuyển đến Team 4.
Vào tháng 7 năm 2017, cô chuyển sang nhóm nhạc chị em BNK48 ở Thái Lan. Cùng năm đó, cô có được vị trí trong nhóm senbatsu lần đầu tiên trong bài hát "Koisuru Fortune Cookie " bản tiếng Thái và được thăng chức vào Team BIII của nhóm.
Vào tháng 1 năm 2019, Izuta xếp hạng #21 trong cuộc tổng tuyển cử Senbatsu Sousenkyo cho Đĩa đơn thứ 6. Đây cũng đánh dấu vị trí đầu tiên tại cuộc tổng tuyển cử của cô. Vào tháng 7, cô thông báo sẽ trở thành Tổng quản của CGM48. Điều này cũng đánh dấu vị trí của cô từ thành viên BNK48 trở thành thành viên CGM48. Năm 2020, cô là một phần của dàn senbatsu đầu tiên của CGM48 và góp mặt trong Team C của CGM48.
Cô tham dự chuyến lưu diễn "AKB48 Group Asia Festival 2019 in Shanghai" tại Trung tâm Hội nghị và Triển lãm Quốc gia ở Thượng Hải, Trung Quốc ngày 24/8/2019 biểu diễn cùng AKB48 Team SH (chủ nhà) và các nhóm chị em thuộc AKB48 Group với 7 thành viên Cherprang, Noey, Orn, Mobile, Pun, Faii, Niky tham dự sự kiện Izurina biểu diễn cùng AKB48 và AKB48 Team TP tại concert AKB48 in Taipei 2019 ～Are You Ready For It?～ tổ chức tại Taipei Arena ngày 19/10 cùng năm
Izurina cùng Aom và Sita đại diện nhóm biểu diễn cùng các nhóm chị em thuộc AKB48 và các nghệ sỹ khác tại Châu Á tại sự kiện ONE LOVE ASIA tổ chức trực tuyến vào ngày 27/5/2020
Tổng kết, cô là thành viên của 3 nhóm nhạc khác nhau thuộc AKB48 Group: AKB48, BNK48 và CGM48. Cô cũng là thành viên của Team Unknown, Team A, Team B và Team 4 của AKB48; Team BIII của BNK48; và Team C của CGM48.

### Diễn xuất
Cô xuất hiện trong 2 bộ phim tài liệu của nhóm BNK48 là BNK48: Girls Don't cry & BNK48: One Take cùng phim ห้าวเป้งจ๋า อย่าแกงน้อง (Hao Peng Ja Ya Kaeng Nong) cùng nhóm CGM48

## Kết quả tổng tuyển cử của AKB48 Group
Cuộc tổng tuyển cử đầu tiên Izuta dự là tại cuộc tổng tuyển cử AKB48 lần thứ 3 vào 2011, trong khi cuộc tổng tuyển cử đầu tiên của cô ở BNK48 là vào năm 2019. Đây là kết quả:

### Tổng tuyển cử AKB48 Senbatsu Sousenkyo
| Phiên bản | Năm  | Xếp hạng            | Số phiếu bầu        | Vị trí              | Đĩa đơn             |
| --------- | ---- | ------------------- | ------------------- | ------------------- | ------------------- |
| 3         | 2011 | Không được xếp hạng | Không được xếp hạng | Không được xếp hạng | Không được xếp hạng |
| 4         | 2012 | Không được xếp hạng | Không được xếp hạng | Không được xếp hạng | Không được xếp hạng |
| 5         | 2013 | Không được xếp hạng | Không được xếp hạng | Không được xếp hạng | Không được xếp hạng |
| 6         | 2014 | Không được xếp hạng | Không được xếp hạng | Không được xếp hạng | Không được xếp hạng |
| 7         | 2015 | Không được xếp hạng | Không được xếp hạng | Không được xếp hạng | Không được xếp hạng |
| 8         | 2016 | Không được xếp hạng | Không được xếp hạng | Không được xếp hạng | Không được xếp hạng |
| 9         | 2017 | Không được xếp hạng | Không được xếp hạng | Không được xếp hạng | Không được xếp hạng |
| 10        | 2018 | Không được xếp hạng | Không được xếp hạng | Không được xếp hạng | Không được xếp hạng |

### Tổng tuyển cử BNK48 Senbatsu Sousenkyo
| Phiên bản | Năm  | Xếp hạng | Số phiếu bầu | Vị trí     | Đĩa đơn        |
| --------- | ---- | -------- | ------------ | ---------- | -------------- |
| 1         | 2019 | 21       | 9.305        | Undergirls | Beginner       |
| 2         | 2020 | 30       | 3.885        | Undergirls | Heavy Rotation |

## Danh sách đĩa nhạc

### Đĩa đơn

#### AKB48
| Năm  | Đĩa đơn                   | Bài hát                     | Vai trò                |
| ---- | ------------------------- | --------------------------- | ---------------------- |
| 2010 | "Chance no Junban"        | "Fruits Snow"               | Team Kenkyūsei         |
| 2011 | "Sakura no Ki ni Narō"    | "Ōgon Center"               | Team Kenkyūsei         |
| 2011 | "Everyday, Katyusha"      | "Anti"                      | Team Kenkyūsei         |
| 2011 | "Kaze wa Fuiteiru"        | "Tsubomitachi"              | Team 4 + Kenkyūsei     |
| 2012 | "Give Me Five!"           | "Jung ya Freud no Baai"     | Special Girls C        |
| 2012 | "Manatsu no Sounds Good!" | "Mitsu no Namida"           | Special Girls          |
| 2012 | "Gingham Check"           | "Ano Hi no Fuurin"          | Waiting Girls          |
| 2012 | "Uza"                     | "Kodoku na Hoshizora"       | New Team A             |
| 2012 | "Eien Pressure"           | "Watashitachi no Reason"    |                        |
| 2013 | "So Long!"                | "Ruby"                      | Team A                 |
| 2013 | "Sayonara Crawl"          | "Ikiru koto"                | Team A                 |
| 2013 | "Heart Electric"          | "Kiss made Countdown"       | Team A                 |
| 2014 | "Mae shika Mukanee"       | "Koi toka..."               |                        |
| 2014 | "Labrador Retriever"      | "B Garden"                  | Team B                 |
| 2014 | "Kibōteki Refrain"        | "Loneliness Club"           | Team B                 |
| 2014 | "Kibōteki Refrain"        | "Reborn"                    | Team Surprise (Center) |
| 2015 | "Kuchibiru ni Be My Baby" | "Nanka, Chotto, Kyuu ni..." | Team 4                 |
| 2016 | "Tsubasa wa Iranai"       | "Kangaeru Hito"             | Team 4                 |

#### BNK48
| Năm  | Đĩa đơn                                                  | Bài hát                                                               | Chú thích               |
| ---- | -------------------------------------------------------- | --------------------------------------------------------------------- | ----------------------- |
| 2017 | "Koisuru Fortune Cookie - คกกเสยงทาย (Khukki Siangthai)" | "Koi Suru Fortune Cookie (Khukki Siangthai)"                          | Đĩa đơn A-side đầu tiên |
| 2017 | "Koisuru Fortune Cookie - คกกเสยงทาย (Khukki Siangthai)" | "BNK48 (Bangkok48)"                                                   |                         |
| 2018 | "Shonichi - วนแรก (Wan Raek)"                            | "Namida Surprise! - ประกายน้ำตาและรอยยิ้ม! (Prakai Namta Lae Roiyim)"    |                         |
| 2018 | "Kimi wa Melody - เธอคอ...เมโลด (Thoe Khue Melodi)"      | "Yume e no Route - หมื่นเส้นทาง (Muen Sen Thang)"                        |                         |
| 2019 | "Beginner"                                               | "Kimi no Koto ga Suki Dakara - ก็เพราะว่าชอบเธอ (Ko Phro Wa Chop Thoe)" | Undergirls              |
| 2020 | "Heavy Rotation"                                         | "Hashire! Penguin - วิ่งไปสิ.. เพนกวิน (Wing Pai Si.. Penguin)"           | Undergirls              |

#### CGM48
| Năm  | Đĩa đơn        | Bài hát                                                      | Chú thích |
| ---- | -------------- | ------------------------------------------------------------ | --- |
| 2020 | Chiang Mai 106 | "Chiang Mai 106"                                             | |
| 2020 | Chiang Mai 106 | "Onegai Valentine - วาเลนไทน์...โชคดี (Valentine Chok Dee)"    | |
| 2020 | Chiang Mai 106 | "CGM48 (Chiang Mai 48)"                                      | WCenter với Punyawee Jungcharoen.                                                                                        |
| 2020 | Melon Juice    | "Melon Juice"                                                | |
| 2020 | Melon Juice    | "Dareka no Tame ni - เพื่อใครสักคน (Phuea Khai Sak Khon)"       | Bài hát dành riêng cho tất cả nhân viên y tế tham gia chữa trị COVID-19 và lính cứu hỏa trong vụ cháy rừng ở Chiang Mai. |
| 2021 | Mali           | "Mali" - มะลิ"                                                | |
| 2021 | Mali           | "Chain of love"                                              | |
| 2021 | Mali           | "Anata ga ite kureta kara - บ้านแห่งหัวใจ (Baan Haeng Hua Jai)" | |

#### Khác
| Năm  | Tên                                 | Chú thích                                         |
| ---- | ----------------------------------- | ------------------------------------------------- |
| 2020 | "Touch by Heart"                    | Được phát hành để hỗ trợ những người bị COVID-19. |
| 2020 | "Touch by Heart (Lanna version)"    | Được phát hành để hỗ trợ những người bị COVID-19. |
| 2020 | "Touch by Heart (Japanese version)" | Được phát hành để hỗ trợ những người bị COVID-19. |
| 2020 | "Touch by Heart (Special version)"  | Được phát hành để hỗ trợ những người bị COVID-19. |
| 2021 | "Let's go all the way" (ไปต่อ)       | Nhạc phim Hao Peng Jah Yah Gang Nong.             |

### Album

#### AKB48
| Năm  | Album                            | Bài hát                                                      |
| ---- | -------------------------------- | ------------------------------------------------------------ |
| 2011 | Koko ni Ita Koto                 | "High school days"                                           |
| 2011 | Koko ni Ita Koto                 | "Koko ni Ita Koto (AKB48 + SKE48 + SDN48 + NMB48)"           |
| 2012 | 1830m                            | "Miniskirt no Yosei"                                         |
| 2012 | 1830m                            | "Aozora yo Sabishikunai Ka? (AKB48 + SKE48 + NMB48 + HKT48)" |
| 2014 | Tsugi no Ashiato                 | "Kakushin ga Moterumono"                                     |
| 2015 | Koko ga Rhodes da, Koko de Tobe! | "To go de"                                                   |
| 2015 | 0 to 1 no Aida                   | "Nakigoto Time"                                              |

#### BNK48
| Năm  | Album  | Bài hát  | Chú thích |
| ---- | ------ | -------- | --------- |
| 2019 | Jabaja | "Reborn" | Center    |

## Danh sách chương trình tham gia

### Phim ảnh
| Năm  | Phim                                           | Vai trò  | Kênh    | Chú thích                           |
| ---- | ---------------------------------------------- | -------- | ------- | ----------------------------------- |
| 2018 | BNK48: Girls Don't cry .                       | Bản thân | Netflix | Phim tài liệu                       |
| 2020 | BNK48: One Take (BNK48: Một lần bấm máy)       | Bản thân | Netflix | Phim tài liệu                       |
| 2021 | ห้าวเป้งจ๋า อย่าแกงน้อง (Hao Peng Ja Ya Kaeng Nong) | Bản thân |         | Cả nhóm CGM48 đóng cùng Diamond Mqt |

### Chương trình truyền hình
| Năm  | Chương trình                 | Vai trò  | Kênh          | Chú thích           |
| ---- | ---------------------------- | -------- | ------------- | ------------------- |
| 2010 | AKBINGO!                     | Bản thân | Nippon TV     |                     |
| 2012 | AKB48 Nemousu Terebi (Mùa 9) | Bản thân | Tohokushinsha |                     |
| 2017 | BNK48 Show                   | Bản thân | Channel 3 SD  | Chương trình tạp kỹ |
| 2018 | Victory BNK48                | Bản thân | Workpoint TV  | Chương trình tạp kỹ |